# Кирпичний (Волгоградська область)
Кирпичний (рос. Кирпичный) — хутір у Фроловському районі Волгоградської області Російської Федерації.
Населення становить 213  осіб. Входить до складу муніципального утворення Пригороднє сільське поселення.

## Історія
Хутір розташований у межах українського історичного та культурного регіону Жовтий Клин.
Згідно із законом від 14 лютого 2005 року № 1002-ОД органом місцевого самоврядування є Пригороднє сільське поселення.

## Населення
| 2002 | 2010 |
| ---- | ---- |
| 266  | ↘213 |